# Titko Tschernokolew
Titko Nikolow Tschernokolew (bulgarisch Титко Черноколев; * 24. April 1910 in Eski Dschmaja; † 19. August 1965 in Sofia) war ein bulgarischer Politiker und Agrarwissenschaftler.

## Leben
Tschernokolew trat 1930 der Bulgarischen Kommunistischen Partei bei. Von 1944 bis 1949 war er Mitglied des Zentralkomitees seiner Partei. Im Zeitraum von 1949 bis 1951 gehörte er dem Politbüro des Zentralkomitees an. In den Jahren 1950 und 1951 hatte er das Amt des bulgarischen Landwirtschaftsministers inne. Von 1961 bis 1965 war er Präsident der Akademie der Landwirtschaftswissenschaften. Zugleich gehörte er von 1962 bis 1965 wieder dem Zentralkomitee an.
In seinen wissenschaftlichen Arbeiten befasste er sich mit der Organisation, der Ökonomie und der Bezahlung der Arbeit in der Landwirtschaft. Tschernokolew wurde als Held der Volksrepublik Bulgarien und mit dem Orden Georgi Dimitrow ausgezeichnet.